# Xysticus robustus strandianus
Xysticus robustus là một phân loài nhện trong họ Thomisidae.
Loài này thuộc chi Xysticus. Xysticus robustus strandianus được miêu tả năm 1937 bởi Ermolajev.

## Hình ảnh

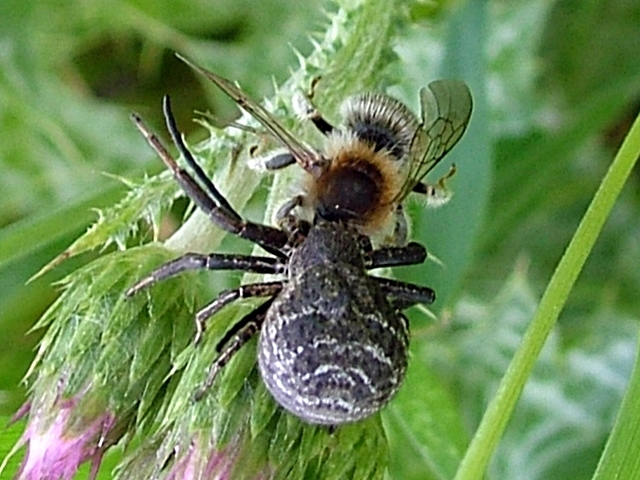
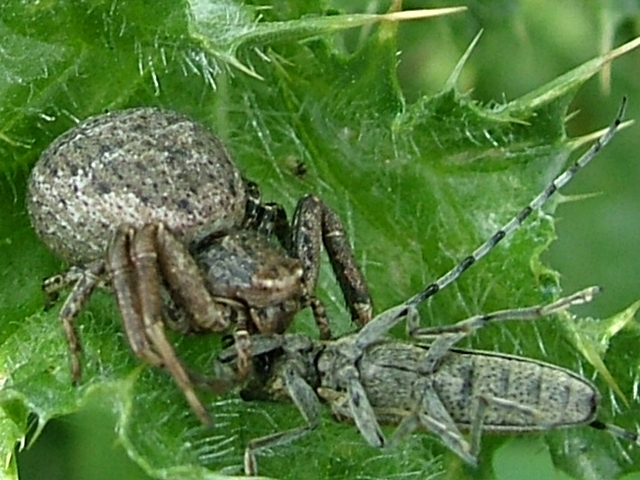
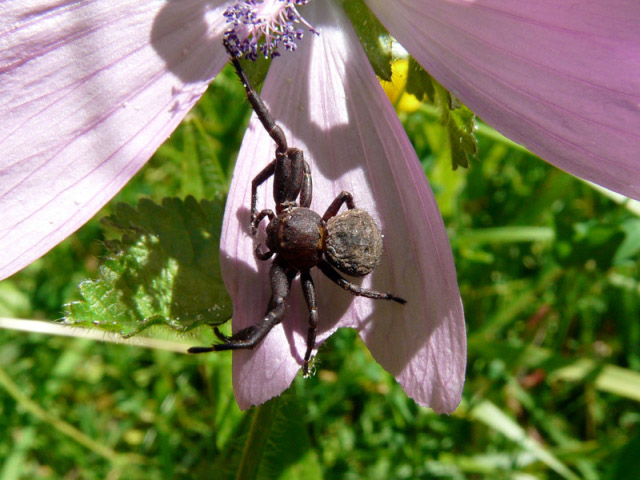